# Les mamelles de Tirésias
Les mamelles de Tirésias (Brösten på Tirésias) är en opera (Opéra bouffe) i en prolog och två akter av Francis Poulenc efter Guillaume Apollinaires skådespel med samma namn.

## Historia
Apollinaires surrealistiska pjäs från 1903 inspirerade Poulenc till en spirituell och charmfull opera. Poulencs egen homosexualitet var knappast irrelevant för valet av detta stycke, som handlar om ett gift par som byter kön med varandra. Han skapade prototypen för den surrealistiska operan, som får världen att framstå i ett löjets skimmer genom att spinna vidare på dess absurditeter och dra ut dessa in absurdum. Poulenc gav operan mottot "Français, faites des enfants!" (Fransmän, gör barn!) och ironiserade själv över att premiären måste uppskjutas två gånger därför att de båda sångerskorna, som hade ombetts att sjunga Thérèse, blev gravida.
Operan uruppfördes på Opéra-Comique i Paris 3 juni 1947 under musikalisk ledning av Albert Wolff. Vid uruppförandet förebrådde man dock Poulenc för att han tonsatt ett så komiskt stycke under den svåra efterkrigstiden. Musiken är spirituell och hämtar näring ut stilparodier: polka, vals, arietta eller kör möts här till synes slumpmässigt, och handlingsförloppet betonas genom punktinsatser av buller. Efter hand som verket lämnade tillkomsttiden bakom sig, vann det allmänt erkännande.
Svensk premiär på Ystadsoperan 17 juli 1978

## Personer
- Direktören (Baryton)
- Thérèse, senare Tirésias (Sopran)
- Tidningsförsäljerskan (Mezzosopran)
- En elegant dam (Mezzosopran)
- En tjock dam (Mezzosopran)
- Presto (Baryton)
- Lacouf (Tenor)
- Journalisten (Tenor)
- Sonen (Tenor)
- En skäggig man (Bas)
- Folket i Zanzibar (kör)

## Handling
Zanzibar, en fantasistad mellan Nice och Monte Carlo, obestämd tid.

Teaterdirektören förklarar att scenkonstens syfte är att höja moralen: Efter kriget måste Frankrikes män och kvinnor nu skaffa barn.
Thérèse grälar på sin man för att det alltid är hon som skall sköta hus och hem och föda det ena barnet efter det andra. Hon vill mycket hellre ägna sig åt något viktigt, till exempel att vara general eller politiker. Därför byter de roller, vilket symboliseras av att hon knäpper upp blusen och låter brösten flyga ut som två ballonger. Samtidigt får hon skägg och mannen klär ut sig i kvinnokläder. Han tror sig vara övergiven av Thérèse (nu Tirésias) och uppvaktas snart av en polis. Medan kvinnorna tillsammans med "General Tirésias" drar ut i kampen för frigörelsen under stridsropet "Bara ett barn", proklamerar maken "ungkarlsfortplantning". Han lyckas komma på ett sätt att producera 40 000 barn vars överproduktion driver staden i ekonomisk ruin. Thérèse inser sin dårskap och makarna beslutar återgå till sina gamla vanliga könsroller.